# Thần kinh dưới chẩm
Thần kinh dưới chẩm (tiếng Anh: suboccipital nerve) là nhánh lưng đầu tiên của thần kinh sống cổ I (C1). Thần kinh thoát ra khỏi tủy sống qua khe giữa xương chẩm và đốt sống cổ I (đốt đội)
Thần kinh nằm trong tam giác chẩm, đi cùng với động mạch đốt sống qua lỗ lớn xương chẩm.
Thần kinh chi phối cho ba cơ vùng tam giác chẩm: cơ thẳng đầu sau lớn, cơ chéo đầu trên và cơ chéo đầu dưới. Thần kinh còn chi phối cơ thẳng đầu sau bé.

## Ảnh

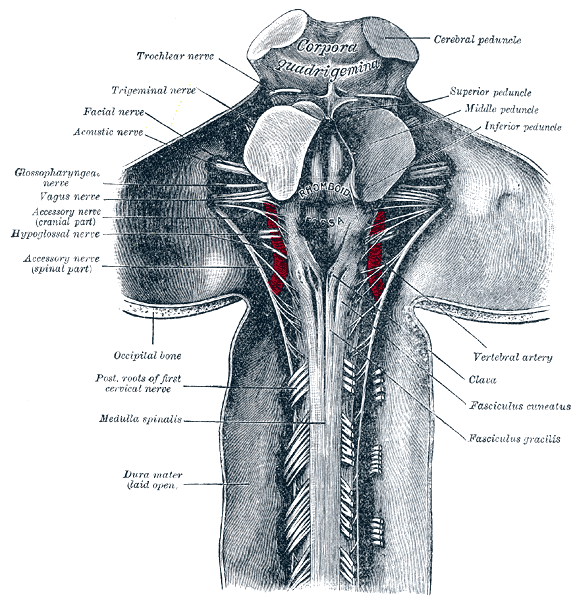
Phần trên của tủy sống và trung não; phía sau, bộc lộ tại chỗ.
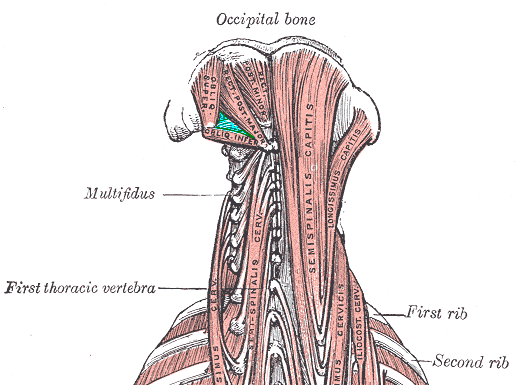
Tam giác chẩm.